# Natanael Berg
Carl Natanael Rexroth-Berg, (Estocolm, 9 de febrer, 1879 - Idem. 14 d'octubre, 1957), va ser un compositor, veterinari i administrador musical suec.
Berg va ser el primer president de STIM des de 1923 i fundador i primer president de l'Associació de Compositors Suecs des de 1919. Juntament amb Kurt Atterberg, Ture Rangström i Oskar Lindberg, va formar el grup de compositors Spillran, una relíquia del primer intent de formar-se. una associació de compositors.
Berg va estar casat amb Bertha Rexroth del 1909 al 1925 i amb Elsa Eriksson del 1930 al 1957.

## Joventut
La carrera musical es va emprendre paral·lelament, amb estudis de cant amb Julius Günther i contrapunt amb Johan Lindegren entre 1897 i 1900. Berg es considerava un compositor autodidacte, però va poder aprofundir en els seus coneixements durant els viatges a l'estranger a Berlín, Munic, París el 1907 i Viena el 1909, gràcies a la bona voluntat d'un mecenes desconegut, "Musikväns", i de l'Estat suec. Beca de compositor durant tres anys. Això va ser en gran part gràcies a Wilhelm Stenhammar, que va veure el talent de Berg des del principi i va fer diversos contactes. Berg es guanyava la vida com a veterinari, entre altres coses, al Cos d'Emergències d'Örebro, fet que sovint es va ridiculitzar al llarg dels anys. Per exemple, se l'anomenava "el més gran compositor entre els veterinaris i el millor veterinari entre els compositors".

## Dècada de 1910
Els poemes eren la lectura de Berg per anar a dormir. Durant aquests primers anys es van compondre diverses cançons, però el poeta alemany Nikolaus Lenau el va inspirar fins a tal punt que el poema Traumgewalten es va convertir primer en una cançó per a veu i piano, després en el famós poema simfònic del mateix nom. Va ser l'any 1910, un any abans de l'òpera Leila, que Berg va deixar els seus esperits lliures per experimentar amb els instruments orquestrals on acaben les paraules de Lenau. Wilhelm Stenhammar, que fins aleshores havia vist el jove esvalotador com el seu deixeble precoç, de seguida li va treure la mà; No s'esperava un llenguatge musical tan experimental i impúdic. Berg va haver d'esperar dos anys per a l'estrena a l'Òpera d'Estocolm el 1912, però el mateix any va ser un èxit a Dortmund, Alemanya, on l'obra va ser elogiada.
Berg es va interessar per la música escènica des del principi, i com que no hi havia orquestres simfòniques adequades a part de la Royal Orchestra a Suècia, era natural que un compositor composés òpera. Leila es va basar en el "fragment turc" de Lord Byron, The Giaour, i es va inspirar en els tons orientals i la resplendor fosca del poema, la forta passió i els gestos dramàtics. L'estrena va tenir lloc l'any 1911, per a l'alegria reservada del compositor Wilhelm Peterson-Berger: "La música desperta sorpresa", va escriure en una crítica, "perquè s'afirma que va ser escrita pel senyor Berg". Peterson-Berger va suggerir una reelaboració: "The Mother's Last Sigh, un gran drama de cinema amb música de Richard Wagner i Richard Strauss". També creia maliciosament que Svedelius, que cantava el paper de l'eunuc, havia de cantar en falset. Quan Peterson-Berger més tard va esmentar l'obra, la va anomenar "la petita òpera veterinària". Va passar molt de temps abans que Berg tornés a provar seriosament la seva mà a l'òpera, ho confirma l'inacabat Joshua de 1914.
Les obres de Berg sovint tenien subtítols en alemany i les composicions sovint tenien text alemany. Va utilitzar un llenguatge musical estricte i solemne, de vegades sobtadament explosiu, per no dir bombàs tic, on, a diferència de Kurt Atterberg, per exemple, la influència de la cançó popular sueca era gairebé completament absent. Però Berg era un gran patriota i es va possessionar des del principi. La batalla defensiva de 1914, que va dividir el país en liberals i socialdemòcrates d'una banda i conservadors, nacionalistes i monàrquics de l'altra, va culminar amb la marxa camperola i el discurs de Gustau V a la cort. El poema simfònic Varde ljus va tocar aquí una corda política i va representar el descontentament que va dividir el país en dos. El tema de Virilitat, coratge i homes valents es va incorporar per ser entonat des de darrere del podi. En la seva ressenya, Andreas Hallén va pensar que podia escoltar "el sospir del bestiar, o més ben dit el rugit, després d'una operació fallida". Hallén no va escoltar el llenguatge ideològic del patriota, ja que es va manifestar en forma musical i que després va resultar més suau en l'òpera Engelbrekt. Però quan van acabar les dècades i vint tempestuosos, Berg va endurir la seva expressió i es va tornar més líric. S'adaptava bé al drama musical. L'era vinent va ser l'era de les obres vocals. De cançons i òperes.

## Dècada de 1920
A finals dels anys 20, Berg va buscar a Erik Axel Karlfeldt i li va demanar que escrivís el llibret per a l'esborrany d'una òpera de Berg que tractaria del símbol de la llibertat, Engelbrekt. El poeta va pensar un moment i va respondre: "Probablement el metge pot gestionar millor aquest assumpte." Així, el llibret de l'òpera va ser escrit pel mateix compositor, i la segona òpera de Berg es va estrenar l'any 1929. L'estil de cant a Engelbrekt és wagnerià en el sentit que Berg utilitzava una mena de cançó parlada, parlando, mentre que el to era cruament senzill per il·lustrar la suposadament naturalesa senzilla dels pagesos. El llenguatge musical és clarament arcaic i basa la seva melodia en la tradició popular sueca més antiga, tant espiritual com profana. Per exemple, el preludi cita l'himne Den signade dag tal com es troba a l'himnari de 1697. També hi ha una famosa cançó popular de Dalarna, que en la seva forma ornamentada parla d'un estil antic. Berg va tenir cura amb aquest tipus de fidelitat a l'estil.
El treball sobre el llibret dEngelbrekt va requerir uns acurats estudis històrics, en els quals va lliurar una batalla desigual amb l'escassetat i la brevetat de les fonts; tan poc se sabia de la figura Engelbrekt, i Berg va interpretar la resta amb la llibertat de l'artista. Les paraules i el to ja eren aquí, com més endavant en la producció d'òpera, indissolublement lligats entre si. Per motius de credibilitat, el rei danès canta en la seva llengua materna, cosa que faria encara més creïble l'escena (a diferència del rei Kristian a l'òpera Gustaf Wasa de Naumann.

## Dècada de 1930
Amb Engelbrekt, Berg va experimentar un gran èxit a Braunschweig, Alemanya, el desembre de 1933; Ernst Stier va anomenar l'obra la primera "òpera de Hitler" a Zeitschrift für Musik (1934:1). Aquesta òpera no va tenir més èxit a Alemanya, i la mateixa sort va corre amb les dues òperes d'Albert Henneberg un parell d'anys més tard.
Berg va continuar col·laborant amb Isaac Grünewald en relació amb l'òpera Judith, 1936. Per a un observador extern, això és una mica sorprenent, perquè aquí el gran suec i patriota treballa amb el deixeble i rebel jueu Matisse. Al mateix temps, és clar que és purament artístic; Es diu que Grünewald va sacsejar el teatre suec quan l'escenografia de Samson et Dalila de Saint-Saëns es va mostrar a l'estrena el 1921 i es va convertir en l'avenç del modernisme escènic a Suècia. La continuació de lOberó de Weber el 1925 també va obrir el camí per al contacte. L'escenografia cubista de Gösta Adrian-Nilsson (GAN) per al ballet Krelantems i Eldeling de Pergamí Moisès el 1928 va demostrar que les obres de Grünewald podien ser realment "amables" amb les seves cascades de colors i formes animades. Berg necessitava principalment un il·lustrador que estigués familiaritzat amb els motius orientals, i com a tal Grünewald encaixava perfectament. La trobada va donar lloc a una escenografia que es va convertir en una de les millors de Grünewald i va convertir l'òpera en un èxit artístic. Grünewald va contribuir molt a l'èxit artístic de Judith i a que l'obra es convertís en el punt culminant del Festival Internacional de Música d'Estocolm de 1936. Però sembla com si Berg lamentés la col·laboració amb aquest artista jueu. I va ser fàcil culpar-lo de la manca de participació del públic en retrospectiva.
Però malgrat aquest esforç elaborat al "Royal Theatre", que va coincidir amb una setmana internacional de la música organitzada per l'organització conservadora "Ständiga rådet", Berg es va sentir contrari, principalment pel seu col·lega compositor Ture Rangström, que era director de premsa en aquell moment, i pel director d'òpera, John Forsell. Durant els anys següents, Berg va treballar a l'òpera Birgitta i es va irritar cada cop més en veure que les seves obres anteriors no es representaven. Va estar molt descontent amb com es va gestionar la publicitat de la Judith i com s'havia programat una repetició per al "pitjor moment possible", el 13 de gener, sense publicitat. Va ser una conspiració per part de l'òpera? La paciència es va acabar quan l'òpera Die Katrin de l'exiliat austríac Korngold s'havia d'estrenar al Teatre Reial el 7 d'octubre de 1939, el millor moment possible. En una viciosa carta oberta el 27 de setembre, Berg va assaltar contra totes les injustícies i va utilitzar l'òpera de Korngold com a triomf; l'obra s'hi coneix despectivament com "una obra jueva". Com es podria, segons Berg, donar prioritat a Korngold quan les obres sueques, especialment les de Berg, estaven en un estat de decadència? Si un és benèvol, es pot veure les seves accions com un resultat de la mania per la suecitat durant els anys de preparació, i Berg es va veure realment com un dels seus representants importants. Llavors es pot preguntar com és de sueca la història de Judith.

## Discurs dels anys quaranta
A part de les revisions de la Tercera Simfonia, Powers i el poema simfònic Mannen och kvinnan, Berg es va dedicar completament a la seva nova òpera Birgitta a finals dels anys trenta, i el 1941 es va escriure completament. L'òpera suposa un retorn a la temàtica medieval, aquesta vegada amb un caràcter suec, cast i pur en contrast amb el de Judith.
Berg va passar una estona llarga i intensa amb l'artista Bertil Damm amb l'objectiu de crear la màxima unitat entre les paraules, el to i la decoració. Birgitta es va estrenar el 1942, amb Brita Hertzberg i Einar Beyron en els papers principals, Nils Grevillius va dirigir.
Els anys 1939–1945 van ser d'altra banda anys insuportables per al compositor Natanael Berg. Va prendre l'estrena de Katrin de Korngold el 1939 com un insult personal i l'inici d'una espiral descendent que només va ser interrompuda per l'estrena de Birgitta. L'any 1939, Berg també es va retirar de la seva professió veterinària com a "metge de cavalls" i després es va separar més d'aquest món militar d'aquesta pomposa associació de classe militar. Sovint portava el seu uniforme a les reunions de compositors. Arvid Rundberg va tractar la seva infància al llibre Barnsonaten, on crea a partir de Berg, com el personatge de novel·la El veterinari, un vampir alcohòlic i adornat amb un monocle de Strindberg que, de manera viciosa i criptozoica, vomita bilis verbal a tot allò jueu i xucla la família. La seva activitat de pensament vana, fins que aquests intents de pensaments diferents de l'heroi de guerra d'orientació alemanya s'enfonsen. Aquesta imatge, en tot cas, descriu una possible persona real el món militar sencer de la qual està en convulsions i que s'aferra a l'única cosa perdurable i victoriosa durant els anys de la guerra: el país que sembla representar els "valors alemanys".

## Els darrers anys
Després de l'estrena al Teatre Reial de l'òpera Genoveva l'any 1947, la música de Berg es va començar a tocar cada cop menys, cosa amb la qual no es va poder reconciliar. Va canalitzar la seva frustració a través d'una major freqüència de reunions a l'FST i es va comportar d'una manera estres-sant per als seus col·legues, inclòs intentant fer fora Atterberg de la junta o organitzar reunions anuals addicionals on va assaltar contra presumptes enemics. Això el va perseguir durant molt de temps.
A la dècada de 1950, Berg es va dedicar gairebé íntegrament a la seva darrera òpera, que s'anomenaria Tres Reis. Però va anar lent. L'òpera es va començar l'any 1950, i l'any 1954 es va acabar la primera part en esquema, i no fins al 1957 aquesta part es va orquestrar completament. Va ser que Berg sentia de quina direcció bufaven els vents musicals i que el seu poder creatiu estava minvant? Tre konungar va ser, a part d'orquestrar un parell de les seves cançons, l'únic que va aconseguir Berg durant aquest període final.
Alemanya va ser derrotada i el "bolxevisme" s'havia apoderat del control d'Europa de l'Est. El crepuscle cultural va ser un fet per a Berg. Ara l'odiada música atonal es va desbordar a la frontera i el grup de dilluns va governar la vida musical sueca amb els seus, per a oïdes sueques, sons in-usualment moderns i projectes trans fronterers. Simplement ja no hi havia lloc per a Berg. Atterberg encara tenia la seva oficina de patents com a salva vida, Oskar Lindberg s'havia retirat a la música eclesiàstica i Ture Rangström havia mort. Difícilment es pot imaginar un pitjor destí per a una antiga figura central de la vida cultural sueca.
Que Judith va viure una actuació repetida el 1954 al "Royal Theatre", amb una emissió de ràdio des de l'estudi, o que el director d'orquestra Ivar Hellman va escollir la cinquena simfonia de Berg, Trilogia delle passioni, com a concert de comiat el 1956, va significar poc en el gran esquema de les coses. Les seves obres es van tocar encara amb menys freqüència, si era possible, per callar completament, fins a principis dels anys vuitanta, quan es va començar a tocar Traumgewalten de nou. La primera part de l'òpera Tres Reis encara roman sense interpretar i sembla que encara no es veu cap renaixement de l'"alemany" musical vinculat al nacionalisme suec. Però les simfonies semblen tenir un futur brillant, en constància.

## El compositor i les obres
Musicalment i culturalment, Berg es va inspirar profundament des del principi en l'alta cultura alemanya. Els seus ídols eren Richard Wagner i Richard Strauss, cosa que el món exterior va assenyalar fàcilment. Se l'anomenava "home d'orquestra que trona", tenia "el lloc entre el tamborí i la trompeta, entre el tro i la tempesta". L'aptitud i el temperament de Berg també es van nodrir de l'exèrcit, on el pro germanisme però també el nacionalisme poden semblar sorprenents a un observador contemporani.
Els contemporanis podrien testimoniar el seu "humor de barraca" que es desfogava independentment de la naturalesa de l'entorn, o la visió tradicional de les dones en relació amb els homes: els noms dels moviments de la simfonia "Poders" ho testimonien. Però el tarannà també atorga a l'orquestra una claredat i força, i un refinament en la instrumentació, que a Suècia només s'ajusta a contemporanis com Alfvén i Atterberg. Això fa que la música de Berg valgui la pena interpretada per directors hàbils que puguin veure on rau l'efecte de la partitura. Una d'aquestes obres probablement seria, per exemple, el concert per a piano, construït amb temes rapsòdics, llargues cantilenes i culminacions efectives, gairebé visionaris, belles.
La seva obra més important és la cantata Höga visan (1925–1926), per a solista, cor mixt i orquestra. L'obra més representada és el poema simfònic Traumgewalten (1910). Més espectacular és la Simfonia núm. 1, Alles endet was entstehet, composta després de l'enfonsament del vaixell Titanic, i la desaparició de la qual queda il·lustrada musicalment en l'últim moviment de l'obra. La Simfonia núm. 2 Årstiderna  té moviments ben equilibrats i contrastats amb la pintura tonal.
Natanael Berg era un fill del seu temps, militar i políticament, i al llarg dels anys va alienar moltes persones a través de la seva manera dominant. Però jutjar les seves composicions segons un clima cultural o una disposició de sang calenta es pot interpretar com un simple desig extra-musical de venjança. Interpretar les composicions de Natanael Berg avui significa una cosa diferent del que ho feia als anys cinquanta. Berg i les seves obres són, després de tot, una part inseparable de la història de la música sueca.
Natanael Berg està enterrat al cementiri de Norra fora d'Estocolm.

## Treball
Per conèixer la seva immensa obra, aneu al seu arxiu de la Viquipèdia sueca.